# گوردون ایتچیسون
گوردون ایتچیسون (انگلیسی: Gordon Aitchison; ۱۴ ژوئن ۱۹۰۹ – ۶ ژانویهٔ ۱۹۹۰) ورزشکار بسکتبال اهل کانادا بود.
وی در مسابقات کشوری و بین‌المللی در مجموع برندهٔ ۱ مدال نقره شده‌است.